# Teeny Ted from Turnip Town
Teeny Ted from Turnip Townは、2007年にロバート・チャップリンが出版した書籍で、世界最小の本としてギネス世界記録に認定された。この書籍はサイモンフレーザー大学の科学者であるリ・ヤングとカレン・カバナの援助のもと、カナダのバンクーバーにあるサイモンフレーザー大学のナノ視覚化研究室によって発行された。
この書籍の大きさは0.07ミリメートル×0.10ミリメートルで、文字は小径7ナノメートルの集中的なガリウムイオンのビーム（これは幅2ミリメートルのピンの頭と比べられた）を使い光沢のある30個のシリコンの結晶上にあるマイクロタブレットに彫り込まれている。この書籍は固有のISBN(978-1-894897-17-4)を持っている。
この物語はマルコム・ダグラス・チャップリンによって書かれ、「郡共進会で行われた蕪コンテストのテニー・テッドの勝利についての寓話」である。
この書籍は研究室によって100冊の限定版として出版され、その文字を読むには走査型電子顕微鏡が必要である。
2012年11月、この書籍の図書館版(完全書名:Teeny Ted from Turnip Town & the Tale of Scale: A Scientific Book of Word Puzzles,ISBN 978-1-894897-36-5)が出版された。表紙には「世界最小の本の拡大印刷版」と記載されている。この書籍は成功したKickstarterのキャンペーンの資金で印刷されており、寄稿者の名前がカバーに記載されている。